# Saldula pilosella
Saldula pilosella är en insektsart som först beskrevs av Thomson 1871.  Saldula pilosella ingår i släktet Saldula, och familjen strandskinnbaggar. Arten är reproducerande i Sverige.